# Philippe Énault de Barbaucannes
Pour les articles homonymes, voir Énault.
Philippe Énault de Barbaucannes était un chirurgien, un seigneur et un homme d'affaires acadien d'origine française, né en 1652 et mort après 1708.

## Biographie
Philippe Énault de Barbaucannes est baptisé le 7 juillet 1652 à la paroisse Saint-Aubin de Chênehutte-Trèves-Cunault (Maine-et-Loire,). En 1676, il entre au service de Nicolas Denys, par l'entremise de son fils Richard Denys. Il pratique le métier de chirurgien mais s'occupe peut-être aussi des cultures et des pêcheries des Denys. Il se construit une maison sur la rive sud de l'embouchure de la rivière Népisiguit peu de temps après son arrivée. Il embauche des employés, se lance dans le commerce de fourrures avec les Micmacs et les pêcheries, tout en construisant un moulin à eau et en élevant du bétail. Le missionnaire Chrétien Le Clercq, qui a été aidé par Philippe Énault, parle en bien de lui et de son entreprise.
En 1689, le roi Louis XIV de France lui accorde une concession à l'embouchure de la rivière Népisiguit, en plus des droits de pêche, de chasse et de traite avec les Micmacs.
Philippe Énault épouse une Micmacque vers 1679 et le couple a plusieurs enfants. Le 26 mai 1690, Jean Gobin, de Québec, obtient une seigneurie sur la rivière Népisiguit, englobant les terres de Philippe Énault. Deux jours plus tard, Gobin cède sa concession à Richard Denys; ce dernier demande à Énault d'évacuer ses terres. Tous deux portent leur cause devant le Conseil souverain et en viennent à un arrangement le 29 août 1691, selon lequel Énault conserve ses terres mais doit payer 100 sols à tous les deux ans à Denys.
En 1689, le Français Michel Degrez reçoit une concession occupant une lieue du littoral et s'allongeant sur une lieue dans la vallée de la rivière Pokemouche. Probablement à cause de son abandon des lieux et de sa dette de 200 livres à Philippe Énault, le Conseil souverain donne, le 17 août 1693, la concession de Degrez à Énault, la transformant en seigneurie et lui ajoutant trois lieues de profondeur et trois lieues de largeur de chaque côté de la vallée. L'octroi de ses terres à Nipisiguit est confirmé par le Conseil souverain en 1703. Énault ne s'établit pas à Pokemouche et d'autres marchands en profitent pour chasser sur ses terres. Il porte plainte au Conseil souverain et obtient gain de cause le 30 août 1705 contre le directeur général de la Compagnie de Mont-Louis, Jean de Clarmont.
Les historiens ne savent pas quand il est mort mais ont la preuve qu'il est toujours vivant en 1708. À sa mort, ses enfants abandonnent ses terres pour aller vivre chez les Micmacs ; les droits sur ces terres deviennent périmés avec le temps.